# NGC 6662
NGC 6662 é uma galáxia espiral barrada (SBab) localizada na direcção da constelação de Lyra. Possui uma declinação de +32° 03' 53" e uma ascensão recta de 18 horas, 34 minutos e 11,2 segundos.
A galáxia NGC 6662 foi descoberta em 7 de agosto de 1883 por Édouard Jean-Marie Stephan.